# Dorcadion weyersii
Dorcadion weyersii là một loài bọ cánh cứng trong họ Cerambycidae.